# Rohrflöte
A Rohrflöte az orgona egyik regisztere; az adott regiszter német megfelelője. Francia nyelvterületen flûte à cheminée néven ismert, magyar fordítása ’csöves fuvola’. 8’ – 4’ – 2’ – 1’ magasságban készül, kevert regiszterként soha. Anyaga lágy ón vagy horgany, ha fából készül, akkor csak tölgy. Rövid csőtoldalékkal ellátott, középbő menzúrájú fedett síp, hangja a teljesen fedett fuvolákénál színesebb, élénkebb.